# Cratere Lockwood
Lockwood  è un cratere sulla superficie di Venere. Deve il suo nome all'avvocata e femminista statunitense Belva Lockwood.